# محمدحسن شرق
محمدحسن شرق (زادهٔ ۱۷ ژوئیهٔ ۱۹۲۵) از سیاستمداران افغانستان است. او قبلاً نخست‌وزیر و رئیس شورای وزیران در دولت جمهوری دموکراتیک افغانستان بود. محمدحسن شرق در ۱۷ ژوئیه ۲۰۲۵، ۱۰۰ ساله شد.

## زندگی
محمدحسن شرق متولد سال ۱۹۲۵ میلادی در یک خانواده‌ی تاجیک در ولسوالی اناردره، ولایت فراه افغانستان است.